# Варыпаево
Варыпаево — село Пензенского района Пензенской области. Административный центр Варыпаевского сельсовета.

## География
Находится в центральной части Пензенской области на расстоянии приблизительно 15 км на юг-юго-восток от районного центра села Кондоль.

## История
Поселено в начале XVIII века как деревня Альшанка, Варыпаево тож. В 1748 году показана в Узинском стане Пензенского уезда за капитаном ланд-милицкого Сергиевского драгунского полка Никифором Матвеевичем Варыпаевым, у него 37 ревизских душ. До 1920-х годов именовалось Варыпаевым Вторым, в отличие от Троицкого-Варыпаева (ныне с. Луначарское Лопатинского района). В 1747 году в деревне Варыпаево 12 дворов. Крестовоздвиженская церковь построена в 1765 году. В 1795 году — владение статского советника и кавалера Никифора Михайловича Заварицкого, 66 дворов, каменная церковь, дом господский деревянный. В том же 1795 году село Воздвиженское, Вырыпаево тож, 43 двора, 171 ревизская душа. В 1814—1820 годы построена каменная Воздвиженская церковь. Перед отменой крепостного права село Крестовоздвиженское показано за Алек. Ник. Заварицким, 372 ревизских души крестьян, 57 ревизских душ дворовых, крестьян 103 двора. В 1859 году действовал винокуренный завод. В 1877 году — волостной центр Петровского уезда, 142 двора, церковь, школа. В 1894 году насчитывалась 161 крестьянская семья. В 1911 году — 186 дворов, церковь, земская школа. В 1914 году — 180 дворов. В 1955 году совхоз «Организатор». В 1980-е годы — центральная усадьба совхоза «Организатор». В 1966 году в черту села включена деревня Лихачевка. В 2004 году- 368 хозяйств.

## Население
| 1747  | 1762  | 1795  | 1859  | 1877  | 1894  | 1897  |
| ----- | ----- | ----- | ----- | ----- | ----- | ----- |
| 80    | ↗219  | ↗383  | ↗876  | ↘819  | ↗837  | ↗871  |
| 1911  | 1914  | 1921  | 1926  | 1939  | 1959  | 1970  |
| ↗1033 | ↘1005 | ↗1392 | ↘1386 | ↘1333 | ↘1026 | ↗1144 |
| 1979  | 1989  | 1996  | 2002  | 2010  |       |       |
| ↘1000 | ↗1042 | ↘1015 | ↘865  | ↘699  |       |       |